# 나의 달콤한 페퍼 랜드
나의 달콤한 페퍼 랜드(Aga, My Sweet Pepperland)는 이라크에서 제작된 이네 살림 감독의 2013년 드라마 영화이다. 코르크마츠 아르슬란 등이 주연으로 출연하였다.

## 출연

### 주연
- 코르크마츠 아르슬란
- 골쉬프테 파라하니
- 수앗 우스타